# Ras al-Ajn (Al-Hasaka)
Ras al-Ajn (arab. ‏رأس العين‎, kurd. Serê Kanîyê) – miasto w Syrii, w muhafazie Al-Hasaka. W spisie powszechnym w 2004 roku liczyło 29 347 mieszkańców.

## Wydarzenia
W Ras al-Ajn oraz wokół miasta toczyły się walki północnego frontu wojny w Syrii, pomiędzy kurdyjskimi bojownikami YPG a islamistami Dżabhat an-Nusra i ISIS.
Po utworzeniu Autonomicznej Administracji Północnej i Wschodniej Syrii miasto znalazło się w Kantonie Hasaki w Regionie Cizîrê.
10 lutego 2015 w Ras al-Ajn sformowano Międzynarodowy Batalion Wolności, walczący po stronie Kurdów.
W październiku 2019 roku miasto zostało zajęte przez armię Turcji (operacja „Źródło pokoju”).
23 lipca 2020 w zamachu terrorystycznym typu „samochód pułapka” w Ras al-Ajn zginęło pięciu cywilów. Trzy dni później kolejny wybuch zabił 8 osób. 12 września tegoż roku wybuch bomby podłożonej na targowisku zabił cztery osoby.